# Suluöarna

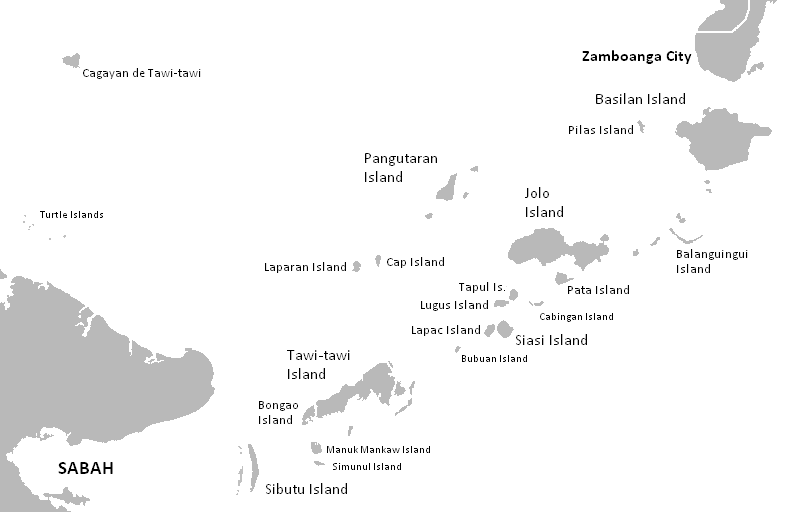
Översiktskarta med ögruppens alla större öar.

Suluöarnas läge i Filippinerna, längst ned i bild.

Suluöarna är en ögrupp i sydvästra Filippinerna, som innefattar hundratals vulkan- och korallöar samt talrika skär och rev. Öarna sträcker sig i en 270 kilometer lång sydvästlig riktning från den filippinska ön Mindanao till Sabah på Borneo i Östmalaysia. De viktigaste öarna är Basilan, Jolo, Tawi-Tawi, Sanga-Sanga, Sibutu, Siasi och Mapun. Suluöarna avgränsar Sulusjön i nordväst och Sulawesisjön i sydost. Öarna täcks av tät skog. Den totala arean uppgår till cirka 2 700 km². Huvudort är Jolo på ön med samma namn.
Fram till 1917 utgjorde Suluöarna ett självständigt sultanat, Sultanatet Sulu, som under 1700-talet även kontrollerade Sabah. Många av öarna var förr i tiden tillhåll för pirater.